# Reihen
Reihen is een plaats in de gemeente Sinsheim in de Duitse deelstaat Baden-Württemberg. Het heeft een stationnetje aan de spoorlijn van het noordelijke buurdorp Steinsfurt (eveneens gemeente Sinsheim) naar Eppingen v.v. Reihen ligt direct ten zuiden van afrit 34 van de Autobahn A6.
Het dorp wordt in 858 voor het eerst in een document vermeld. Mogelijk heeft er in de middeleeuwen  op de heuvel Hühnerberg bij het dorp in de middeleeuwen een kasteel gestaan. In de 19e eeuw kende Reihen enige industriële activiteit (fabricage van sigaren, kalkproducten en bakstenen). De baksteenfabriek is als industrieel erfgoed blijven staan en is voor andere activiteiten in gebruik, o.a. als dorpscafé. Voor meer informatie, o.a. op geschiedkundig gebied, zie, naast de in het kader vermelde webpagina van de gemeente Sinsheim, onder: Sinsheim en Kraichgau.

## Afbeeldingen
In Reihen staan enige historisch interessante gebouwen:

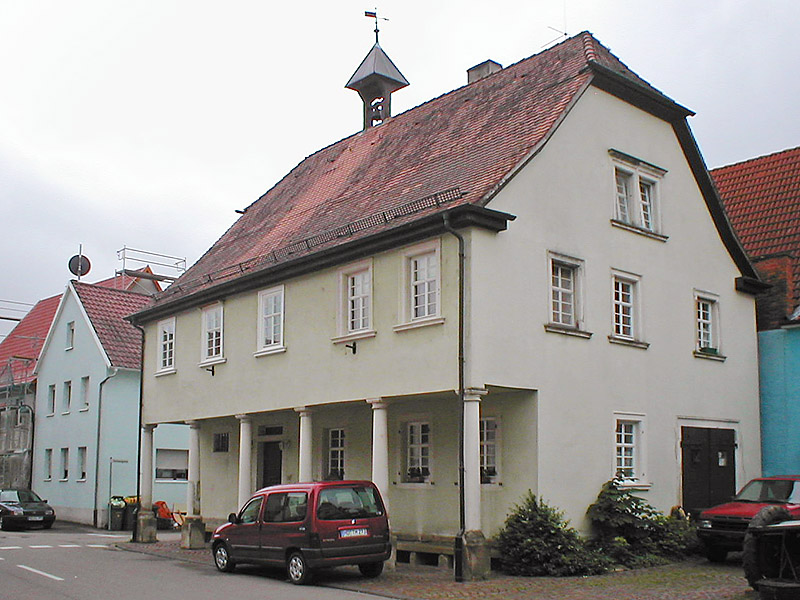
Voormalig Wachhaus en gemeentehuis
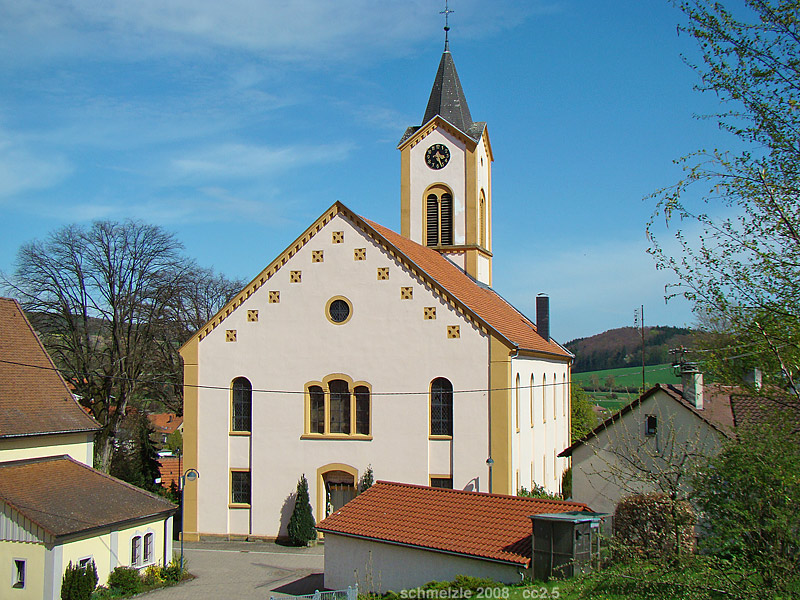
Evangelisch-lutherse kerk (1842)
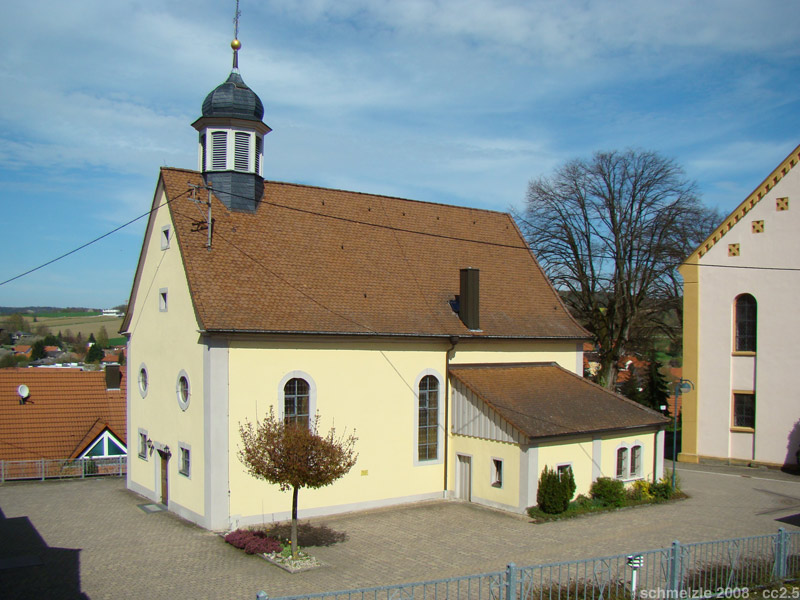
R.K. kerk Maria Geboorte (1764)
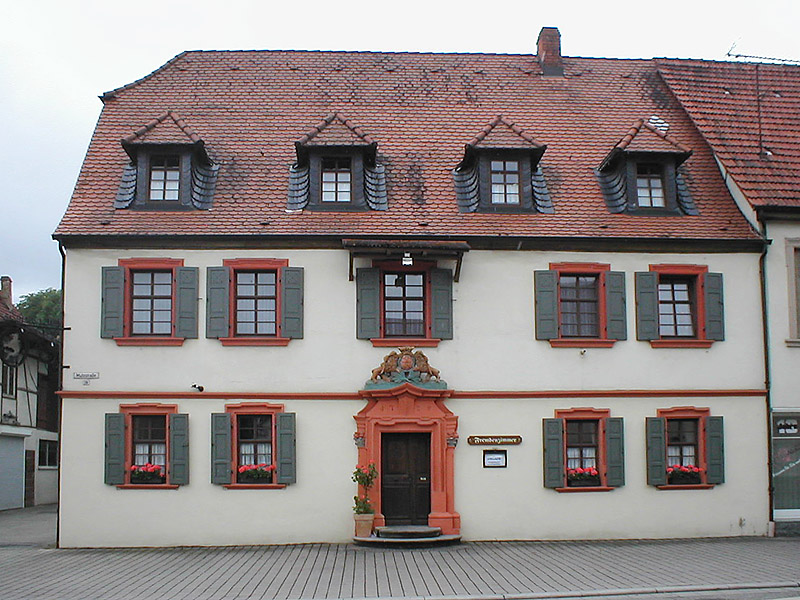
Herberg Zum Löwen (1728)

Adersbach · Dühren · Ehrstädt · Eschelbach · Hasselbach · Hilsbach · Hoffenheim · Sinsheim · Reihen · Rohrbach · Steinsfurt · Waldangelloch · Weiler